# 轩辕剑网络版
軒轅劍網路版，又稱為「軒轅劍Online」，簡稱「軒網」，是一款MMORPG，於2002年10月1日正式營運收費。與《軒轅劍肆》採用同款的3D圖像引擎開發，為台灣大宇資訊首度跨足線上遊戲領域的遊戲。

## 遊戲背景
故事背景設定在煉妖壺世界中，因為之前壺中仙與何然的惡鬥，使得自己元氣大傷，無法管理壺中世界的妖怪，於是桑紋錦（軒轅劍外傳：楓之舞的女主角）對壺中仙說她可以找一些人進來幫忙，玩家扮演的就是因此來到壺中世界的勇者。在遊戲當中，玩家可以任意選擇人類、天人或修羅三種不同的種族，而每個種族又有許多相對應的職業可供扮演。
遊戲劇情，會在玩家完成思想家任務後，經由壺中仙告之。壺中仙原本有善惡兩面的力量，但因為惡的力量會造成破壞，因此壺中仙把惡的力量分出來並封印在煉妖壺中的釋源真境。遊戲劇情中，當玩家前往釋源真境，並一路過關斬將到達頂層，斬殺壺中仙力量分身「惡濤荒獸」，最後由壺中仙取回力量。

## 種族
官方對該作的種族數量的說法是有12個種族，而實際上僅開放了3個，且因停止更新，至今無新種族釋出。

### 修羅
速度與力量出眾，且男女外型差異甚大。該族的女性看上去美麗且聰穎，但跟該族的男性一樣為殘忍、邪惡、好戰之族。

### 人類
跟一般人無異，沒有特殊天賦或者本領，壽命不長但適應能力出色。

### 天人
和人類的外表更為接近，但顯得更為聰明優雅。膚色看上去較為蒼白，擅長使用念力做各種事情。其仙族的血統令他們可以長壽，但血統的維持亦不易，使得這一族的人數在減少。

### 各種族可以選擇的職業
|          | 修羅 | 人類 | 天人 |
| -------- | ---- | ---- | ---- |
| 藥師     |      |      |      |
| 陰陽師   |      |      |      |
| 祭符師   |      |      |      |
| 武術家   |      |      |      |
| 劍客     |      |      |      |
| 刺客     |      |      |      |
| 魔刀客   |      |      |      |
| 修羅醫師 |      |      |      |

## 職業
在軒轅劍網路版，共有8種職業可供玩家選擇，而玩家僅能從這8個職業中選擇一個，並且玩家的種族決定了職業的選擇。

### 藥師
古老而受人尊敬的職業，集合所有古老的智慧來治愈各種戰鬥造成的傷害，但是有些高等級的技能需要有藥材輔助才能得以施展，是所有職業中唯一可以回復體力的角色。
可就職種族：人、天
主要使用技能：回復體力、治療各種狀態以及起死回生的能力。

### 陰陽師
精通各種元素的攻擊法術，以及蠱惑敵人的法術，智慧是陰陽師很重要的一項素質，但是肉體卻顯的很脆弱。是隊伍中的重炮手，但切記最好要有肉盾保護。
可就職種族：人、天
主要使用技能：各種攻擊的法術(單一、群體)、傳送法術以及定身術等輔助攻擊的法術。

### 祭符師
所有職業中唯一可以召喚符鬼來幫忙，隨著等級增加所能召喚的符鬼也會越多，也有增強符鬼能力的相關法術。但是一次只能召喚一隻。
可就職種族：修羅、天
主要使用技能：召喚符鬼、提昇符鬼能力的法術

### 武術家
擅長使用拳頭及棍棒，強健的體魄是武術家最大的資本，大多數的技能必須要是空手時才能施展，要攻擊力還是施展技能就要玩家自己抉擇了。
可就職種族：人、修羅
主要使用技能：各種空手攻擊與防禦的技能以及一些簡單的自我治療。

### 劍客
擅長使用劍的職業，必須要有劍在手上才能施展特技。同時隨著持有劍的威力不同，施展的威力也會不同。若是搭配各種屬性，針對敵人的弱點進行攻擊就更加事半功倍了。
可就職種族：人、天
主要使用技能：各種攻擊的劍術(單一、群體)。

### 刺客
不起眼是做為一個刺客的第一基本條件，配合上俐落的動作，冷靜的判斷能力，擅長使用暗器及遠距離武器。如弓箭、火槍等。
可就職種族：人、修羅
主要使用技能：各種特殊的攻擊技巧及射擊技能。

### 魔刀客
人類、修羅族才有的專門職業，也是所職業中攻擊力最為強大的一個職業。除此之外，藉由跟各種靈魂訂契約以換取不同的能力的靈降能力也是此職業的一大特色。
可就職種族：人、修羅
主要使用技能：強力的攻擊技巧以及增強各種能力的靈降術。

### 修羅醫師
修羅才有的專門職業，施展蠱術的高手，不同的蠱術有不同的威力，是戰鬥中衰弱、干擾敵人的高手，另外修羅醫師可以呼喚護駕，雖然護駕出現的時間短但是威力是很強大的。
可就職種族：修羅
主要使用技能：使用各種衰弱術、干擾術以及呼叫護駕的能力

## 运营状况/改版資料片

### 台港澳
- 運營狀況：臺港澳伺服器在2010年11月2日停止收費，2010年12月3日停止營運。[3]
- 2002年12月17日 軒轅劍網路版：蚩尤再現
  - 主要改版內容：

1. 新增地圖：靜咫鎮、冰封之谷、神龍潭、十二生肖宮。
2. 開放各職業35等級任務。
3. 新增軒轅劍系統、夢境系統。

- 2003年4月24日 軒轅劍網路版：亂世兒女情
  - 主要改版內容：

1. 新增任務：15周年大宇樓任務、十大懸案。
2. 新增劇情任務：亂世兒女情。
3. 新增結婚系統。

- 2003年6月12日 軒轅劍網路版：逍遙遊
  - 主要改版內容：

1. 新增地圖：天外天、幽冥界。
2. 開放競技場。
3. 新增稱號系統。

- 2003年10月16日 軒轅劍網路版：齊天樂
  - 主要改版內容：

1. 新增地圖：蜀桑子遺跡。
2. 新增任務：笛音琵琶雨、雪仙子傳說。
3. 新增靈修系統、煉化系統、打卡系統。

- 2004年3月24日 軒轅劍網路版：成仙通天卷之修行篇
  - 主要改版內容：

1. 新增地圖：桃花林、裡世界。
2. 新增任務：思想任務第一階、五十六等職業任務、亂世真情第八階、軒網軒外任務。
3. 新增流浪醫師系統。

- 2004年8月17日 軒轅劍網路版：成仙通天卷之覺醒篇
  - 主要改版內容：

1. 新增地圖：釋源真境。
2. 新增活動地圖：挖骨地。
3. 新增任務：思想任務第二與第三階。
4. 新增代幣賭場系統、殘卷召喚寵物系統。

- 2004年12月7日 軒轅劍網路版：成仙通天卷之降魔篇
  - 主要改版內容：

1. 新增稱號：降魔者。
2. 新增外掛防護與偵測系統。

### 中國大陸
- 營運状态：網星官方遊戲伺服器目前仍在运行中，官方已不再进行任何更新与维护，亦停止对外發售与提供点數卡。
- 私人服务器(非法營運)状态：

2008年中旬之後，轩辕剑网络版私人伺服器的訊息开始在各大網站上传播并逐步扩大。暂无确切消息，但确定伺服器的非法營運之问题存在。